# Chala Madre
Chala Madre es una banda uruguaya de rock y reggae. La agrupación comenzó a tocar a principios del año 2003, con un total de seis integrantes: Andrés Beltrán  en voz y guitarra, Emiliano Ricceto en guitarra, Diego Munua en batería, Leo Betancour en saxofón y coros, David Griscti en bajo y Agustín Barayolo en trompeta. En el año 2004 grabaron su primer álbum, Hay que salir, el cual comenzó siendo una producción independiente y luego lo editaron a través del sello Montevideo Music Group. En este primer trabajo se puede notar que tienen grandes influencias del reggae y estilos fusión con el rock. A finales del 2006 graban su segundo álbum Hoy es el día en el cual se intentan consolidar con un sonido más puro sobre la base de los instrumentos, y se puede notar que el rock y el ska están más presentes que en el disco anterior. A finales del año 2011, la banda graba su tercer álbum titulado De aquí para allá, el cual fue masterizado en febrero del 2012. La banda participó del festival Pilsen Rock desde el año 2006.

## Discografía
| Año  | Título del álbum  | Discográfica  |
| ---- | ----------------- | ------------- |
| 2004 | Hay que salir     | Montevideo MG |
| 2006 | Hoy es el día     | Montevideo MG |
| 2012 | De aquí para allá | Montevideo MG |

## Videografía
| Canción           | Álbum             | Notas                 |
| ----------------- | ----------------- | --------------------- |
| No me dejes       | Hay que salir     | Videoclip             |
| No vuelve         | Hoy es el día     | Videoclip             |
| No pido más       | De aquí para allá | Sesiones de grabación |
| ¿Dónde vamos hoy? | De aquí para allá | Sesiones de grabación |

- Datos: Q5764132